# 避難訓練

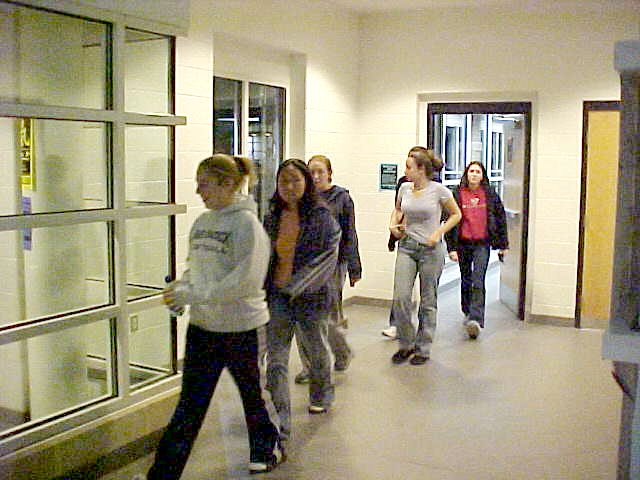
火災避難訓練（Fire drill）の様子（2001年11月・ジェームズ・マディソン大学学生寮）

避難訓練（ひなんくんれん）は災害、戦争、個人または集団で行われる犯罪時における攻撃、乗り物での事故を想定した避難の訓練のこと。
避難訓練は、避難経路を覚え、災害時のパニック状態を抑制し、いざという時の手順を覚える為に行われる訓練である。また、近くの避難所を覚える訓練でもある。

## 種類
- 火災
- 自然災害 : 津波、竜巻（アメリカ合衆国オクラホマ州など）を含む。
- 犯罪（テロリストや不審者）対策 : 日本では地下鉄サリン事件や附属池田小事件の影響。
- 戦争 : 空襲やミサイル着弾を想定（イスラエルや大韓民国[1]など）。

## 避難訓練と同時に行われるもの
- 消火訓練（水消火器を実際に使用。バケツリレーを行うことも）
- 応急救命訓練（止血、AEDの使用手順確認、心臓マッサージ、人工呼吸など）

## 日本の学校における避難訓練
日本の小中学校では、児童生徒に対し、年に数回の避難訓練を行っている。例として東京都では教育課程に公立幼稚園・小学校・中学校・特別支援学校では年11回、高等学校では年4回の避難訓練を入れている。
学校では避難時の心構えをまとめた標語が作られており、「おかしも」などといった標語を用いて、慎重な行動をするように促している。ちなみに、おかしもは「押さない、駆けない、喋らない、戻らない」の頭文字をとったものである。これらの標語は地域や教える学校によって一部差異があるが（「駆けない」の代わりに「走らない」が入った「おはしも」、「近寄らない」を加えた「おかしもち」など）、基本的には焦らず、冷静に行動・判断を促すよう教えている。

## 避難訓練が逆効果になった個別例
2011年3月11日に起きた東北地方太平洋沖地震で、岩手県釜石市で拠点避難所（津波が収束した後の2次避難所）として指定されている「鵜住居地区防災センター」に避難した住民のうち54名が、津波にのまれて亡くなった。
2010年5月と、2011年3月3日（震災のちょうど一週間前）には、高台にある一次避難所（津波発生時の緊急避難所）でなく、この二次避難所を避難先として避難訓練が行われていた。高齢者への負担軽減のための措置・配慮だったが、逆に誤った刷り込みを産む結果となってしまった。

## 日本の保育園で実際に行われた訓練
東京都世田谷区の認証保育所「砧南らる保育園」では、まず初めに、保護者と職員間で電話連絡訓練が行われる。事前に訓練用の保護者名簿を作成し、園児たちの午睡中、クラスごとに担任が訓練であることをことわってから、保護者に連絡事項を伝える。その後、火災が発生したという想定で、職員は初期消火と園児たちの誘導にあたる。またこの園では、煙体験用のテントの中に親子で入るという取り組みが実施されている。最後は親子で一緒になって、水消火器を使った消火訓練を行う。
千葉県柏市の幼稚園型認定こども園「くるみ幼稚園」では、不審者対応訓練の際、「不審者」「刃物」などの言葉を使わないようにしている。不審者を刺激せず、園児たちを不安にさせないように、「凶器を持たない不審者→お花」「刃物を持った不審者→バラ」といった用語を、あらかじめ全職員で取り決めている。これを踏まえて、不審者役の職員が園に現れてから退去するまでの一連の流れを訓練する形となっている。

## 日本の根拠法令
- 災害対策基本法 : 防災訓練を規定。
- 消防法 : 火災に対応した避難訓練に特化した規定。学校、病院、事業場、工業場、百貨店など具体的な場所も指定。
- 津波防災地域づくりに関する法律 : 東日本大震災後に施行。

## 関連書籍
- 天野珠路 編『写真で紹介 園の避難訓練ガイド』かもがわ出版、2017年5月3日。ISBN 978-4780309096。 NCID BB2390513X。
- 瀧本浩一 編『地域防災とまちづくり―みんなをその気にさせる災害図上訓練(第6版)』イマジン出版、2023年2月1日。ISBN 978-4872999266。 NCID BD0083627X。
- 逃げ地図づくりプロジェクトチーム 編『災害から命を守る 「逃げ地図」づくり』ぎょうせい、2019年11月28日。ISBN 978-4324107140。 NCID BB29394598。